# Renault Caravelle
Renault Caravelle (lub też Renault Floride) – mały samochód osobowy produkowany przez francuską firmę Renault w latach 1958–1968. Dostępny jako 2-drzwiowy kabriolet lub 2-drzwiowe coupé. Do napędu używano silników R4 o pojemności 1,1 l. Moc przenoszona była na oś tylną poprzez 4-biegową manualną skrzynię biegów.

## Dane techniczne

### Silnik
- R4 1,1 l (1108 cm³), 2 zawory na cylinder, OHV
- Układ zasilania: gaźnik
- Średnica × skok tłoka: 70,00 mm × 72,00 mm
- Stopień sprężania: 8,5:1
- Moc maksymalna: 50 KM (36,5 kW) przy 5100 obr./min
- Maksymalny moment obrotowy: 88 N•m przy 2500 obr./min

### Osiągi
- Przyspieszenie 0-100 km/h: 17,8 s[1]
- Prędkość maksymalna: 143 km/h[1]
- Średnie zużycie paliwa: 9,5 l / 100 km[1]

## Galeria

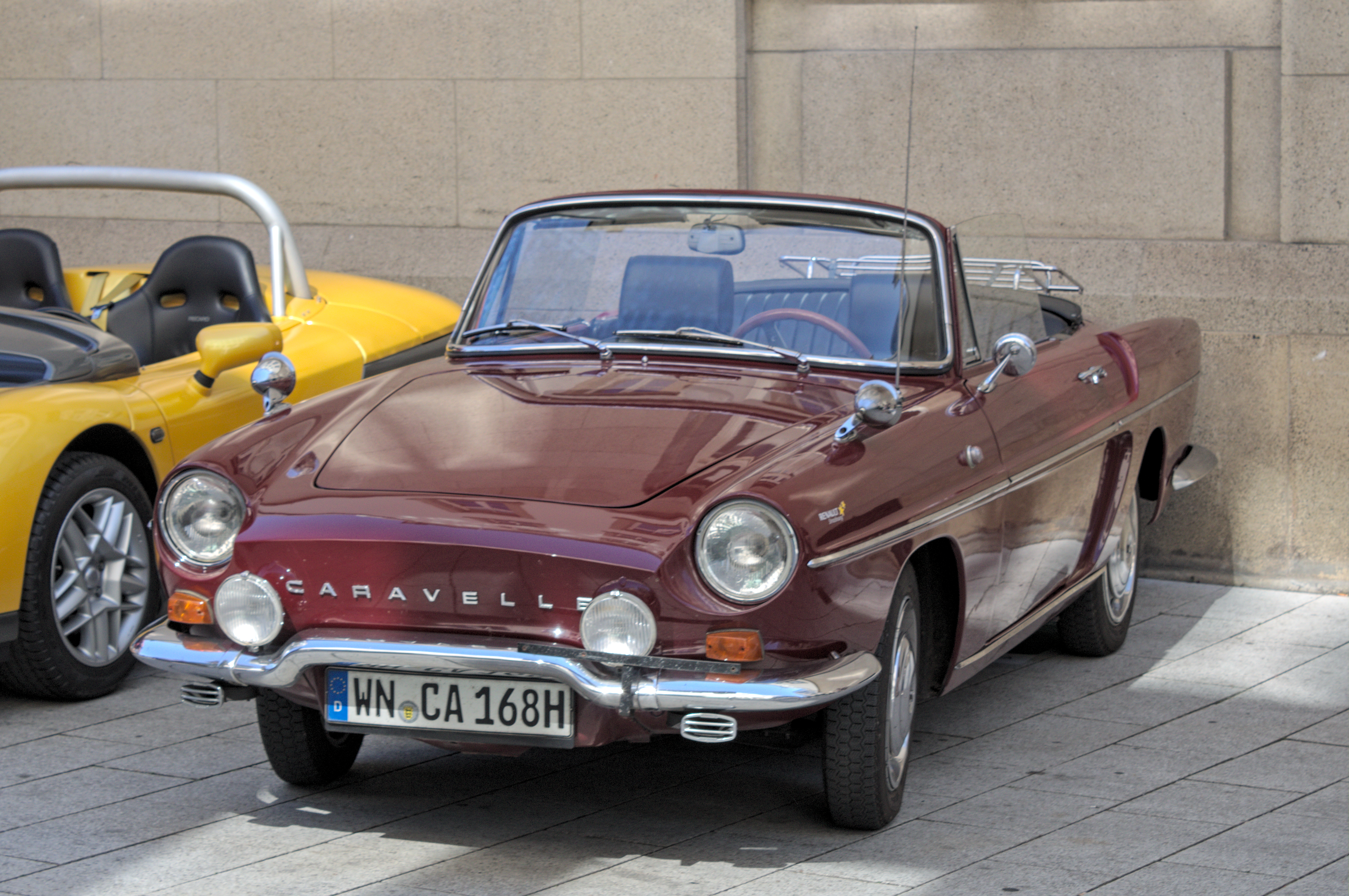
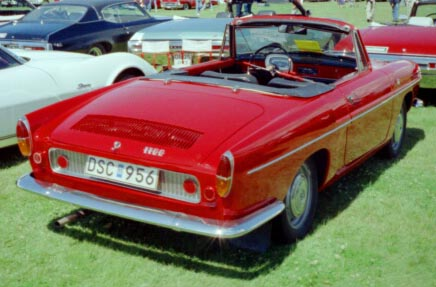
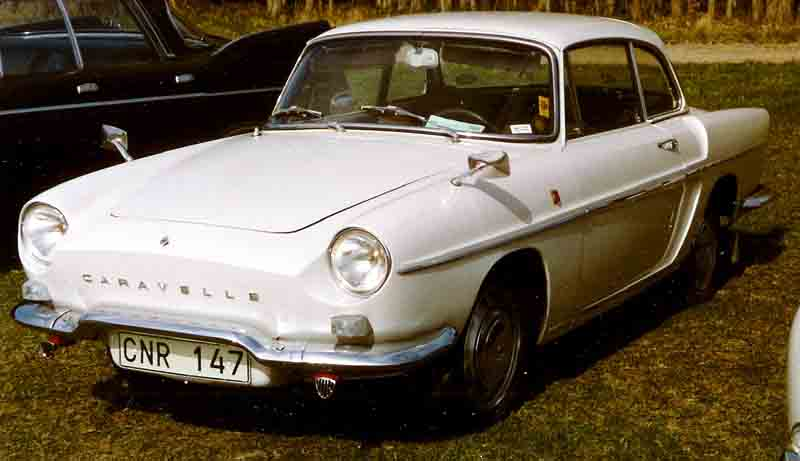
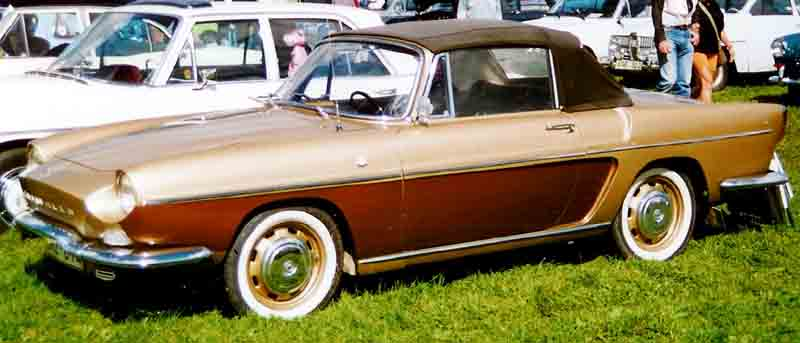